# Ann Wilson (Sängerin)

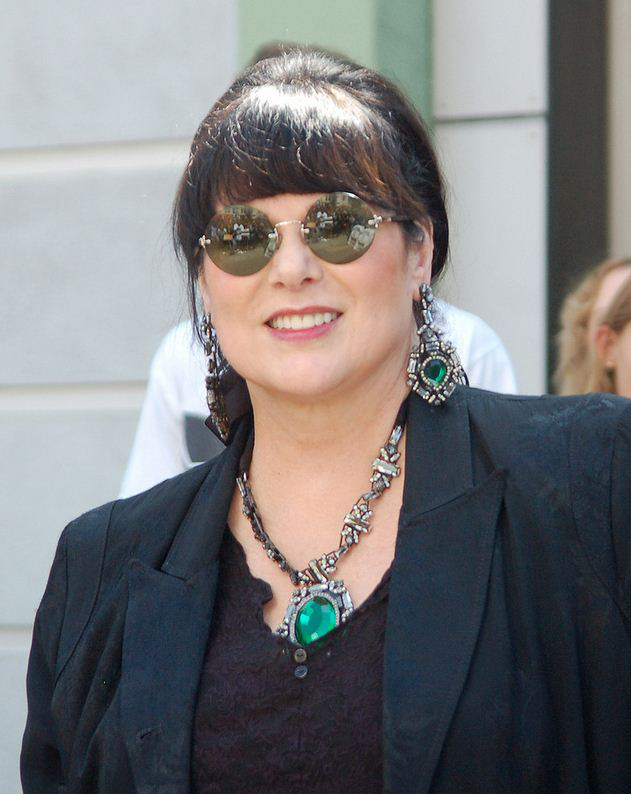
Ann Wilson bei der Einweihung ihres Sterns auf dem Hollywood Walk of Fame (2012)

Ann Dustin Wilson (* 19. Juni 1950 in San Diego, Kalifornien) ist eine US-amerikanische Sängerin und Leadsängerin der Gruppe Heart.

## Karriere

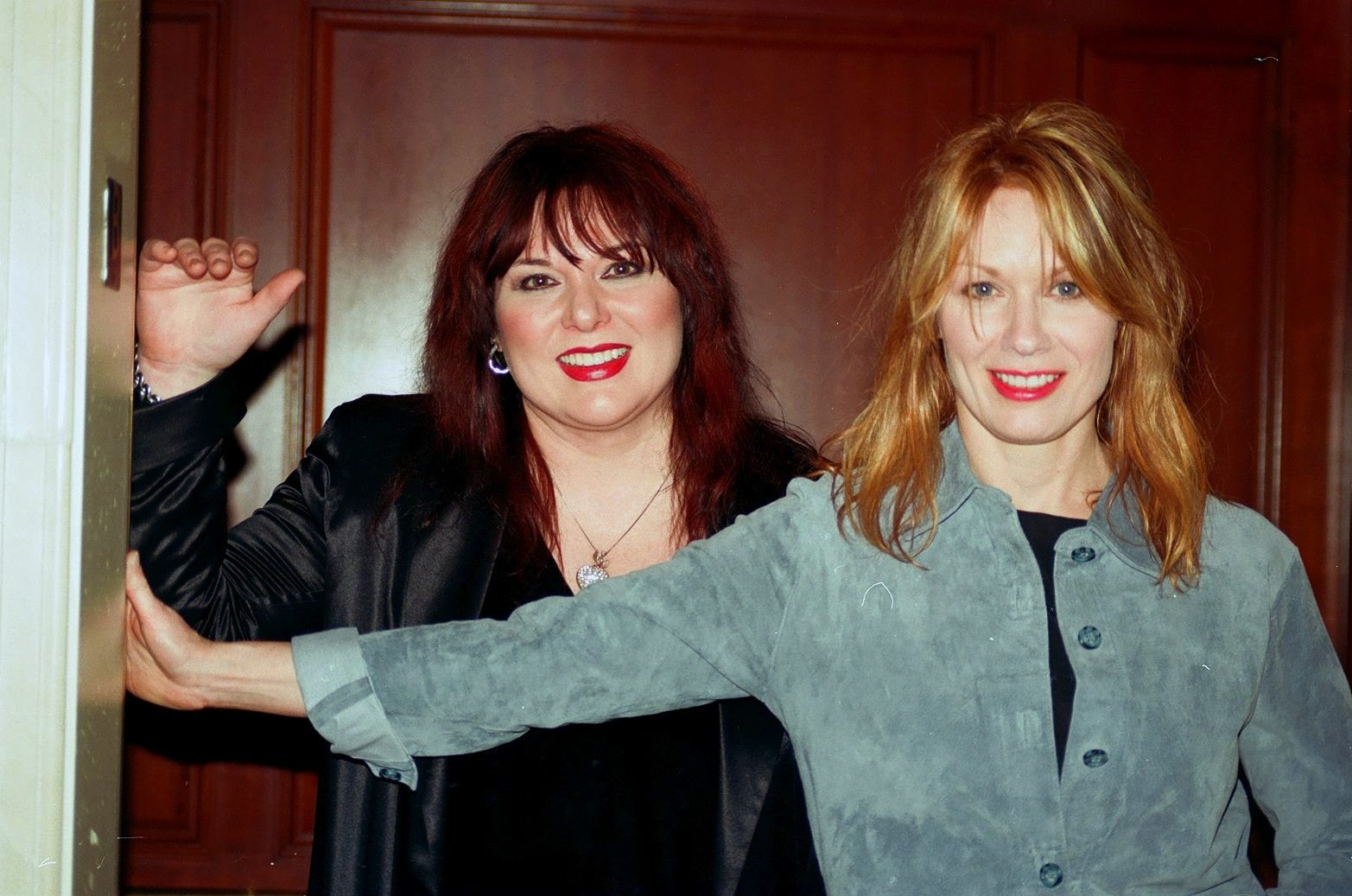
Ann und Nancy Wilson (1998)

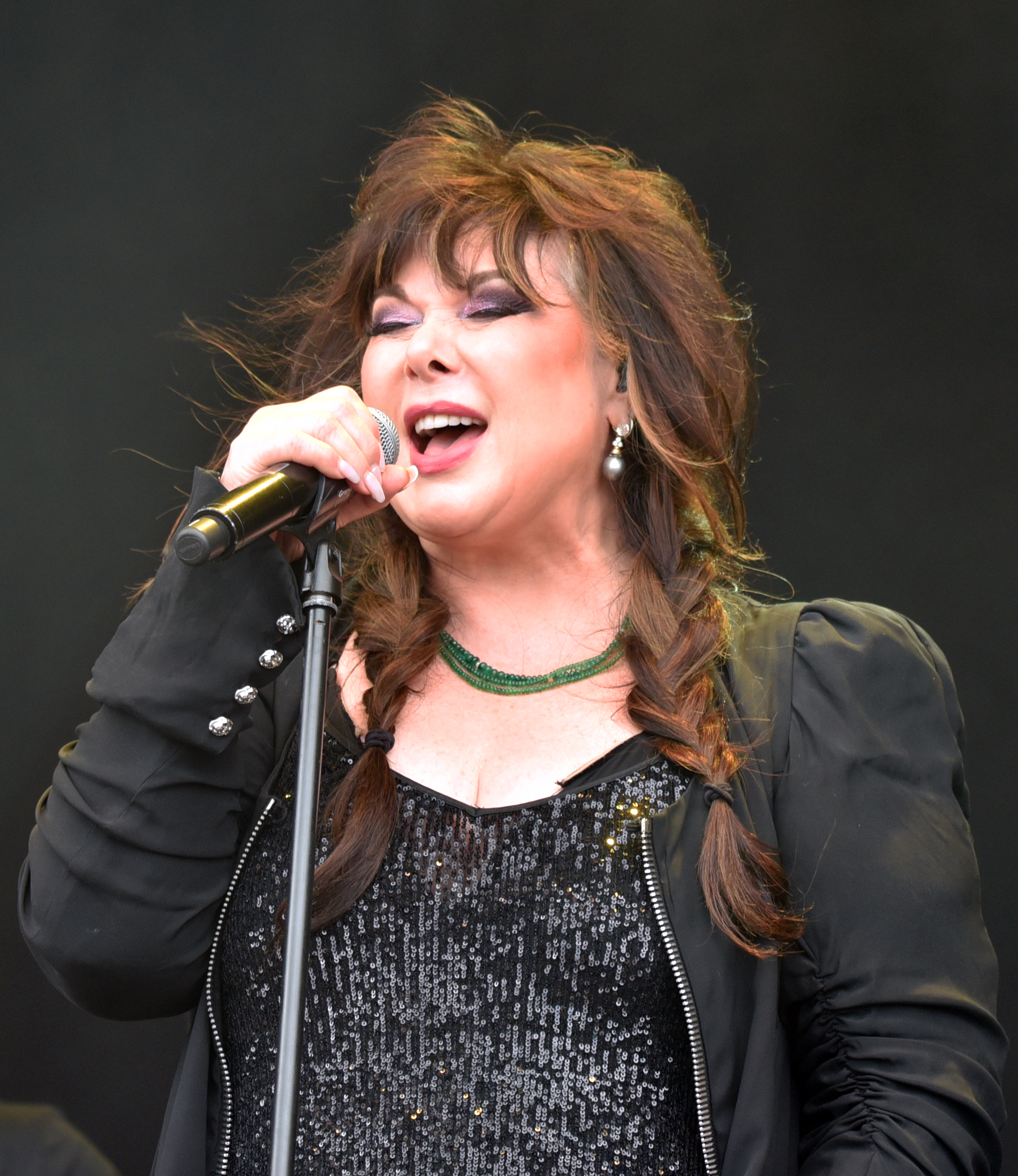
Ann Wilson singt auf dem Wacken Open Air 2022

Wilson trat Anfang der 1970er Jahre einer lokalen Band namens White Heart bei. Ihre jüngere Schwester Nancy folgte 1974, als Gitarrist Michael Fisher eine andere Position in der Band einnahm. Das erste Album der Gruppe unter dem neuen Namen Heart erschien 1975 unter dem Titel Dreamboat Annie.
Wilson hatte in den 1980er Jahren drei Hits als Solistin bzw. als Duettpartnerin. Diese Aufnahmen entstanden im Rahmen von Soundtracks: Almost Paradise (1984, aus Footloose) mit Mike Reno, Leadsänger von Loverboy, und Surrender to Me (1988, aus Tequila Sunrise) mit Robin Zander, Leadsänger von Cheap Trick, erreichten jeweils die Top 10 der amerikanischen Single-Charts. The Best Man in the World (1986) aus dem Soundtrack zu Auf der Suche nach dem goldenen Kind entstand ohne Duettpartner und erreichte nur den 61. Platz in den US-Charts, war aber ein großer Erfolg in den Rock-Charts von Billboard.
Wilson eröffnete Mitte der 1990er Jahre zusammen mit ihrer Schwester ihr eigenes Aufnahmestudio mit dem Namen Bad Animals. Mit ihrem zweiten Bandprojekt The Lovemongers steuerte sie einige Songs zum Soundtrack des Films Singles ihres Schwagers Cameron Crowe bei und veröffentlichte vier EPs. Das Debüt der Band Whirlygig erschien 1997. Das Heart-Album Jupiter’s Darling erschien im Juni 2004.
2018 veröffentlichte sie ein Soloalbum mit dem Titel Immortal. Darauf covert sie Songs von Künstlern, die sie beeindruckt haben, darunter Leonard Cohen, Amy Winehouse, David Bowie, Lesley Gore und Tom Petty.
2021 brachte sie zwei Singles heraus: Tender Heart und The Hammer.
2022 folgte das Solo-Album Fierce Bliss. Die anschließende Tour mit ihrem Sideprojekt The Amazing Dawgs (auch Ann Wilson & The Amazing Dawgs) gastierte auf dem Wacken Open Air.

## Privates
Wilson hat zwei adoptierte Kinder. Seit April 2015 ist sie mit Dean Wetter verheiratet. Mitte 2024 wurde bekannt, dass Wilson an Krebs erkrankt war. Sie unterzog sich Anfang Juli 2024 einer Operation und bis September 2024 schloss sich eine Chemotherapie an. Eine bereits laufende Tour mit Heart wurde unterbrochen und die ausstehenden Konzerte auf 2025 verschoben.

## Diskografie

### Studioalben
| Jahr | Titel        | Höchstplatzierung, Gesamtwochen, AuszeichnungChartplatzierungen (Jahr, Titel, Platzierungen, Wochen, Auszeichnungen, Anmerkungen) | Höchstplatzierung, Gesamtwochen, AuszeichnungChartplatzierungen (Jahr, Titel, Platzierungen, Wochen, Auszeichnungen, Anmerkungen) | Anmerkungen                          |
| Jahr | Titel        | UK | US | Anmerkungen                          |
| ---- | ------------ | --- | --- | ------------------------------------ |
| 2007 | Hope & Glory | — | US107 (2 Wo.)US | Erstveröffentlichung: September 2007 |

Weitere Alben
- Fierce Bliss (2022)
- Another Door mit Tripsitter (2023)

### Singles
| Jahr | Titel Album                                                             | Höchstplatzierung, Gesamtwochen, AuszeichnungChartplatzierungen (Jahr, Titel, Album, Platzierungen, Wochen, Auszeichnungen, Anmerkungen) | Höchstplatzierung, Gesamtwochen, AuszeichnungChartplatzierungen (Jahr, Titel, Album, Platzierungen, Wochen, Auszeichnungen, Anmerkungen) | Anmerkungen                                          |
| Jahr | Titel Album                                                             | UK | US | Anmerkungen                                          |
| ---- | ----------------------------------------------------------------------- | --- | --- | ---------------------------------------------------- |
| 1984 | Almost Paradise ... Footloose (O.S.T.)                                  | — | US7 (20 Wo.)US | Erstveröffentlichung: April 1984 mit Mike Reno       |
| 1986 | The Best Man in the World Auf der Suche nach dem goldenen Kind (O.S.T.) | — | US61 (12 Wo.)US | Erstveröffentlichung: November 1986                  |
| 1988 | Surrender to Me Tequila Sunrise (O.S.T.)                                | UK87 (2 Wo.)UK | US6 (19 Wo.)US | Erstveröffentlichung: Dezember 1988 mit Robin Zander |

### Als Gastsängerin
- 2022: Don’t Tell Me (Disturbed feat. Ann Wilson)